# Sadok i 48 Sandomierskich Dominikańskich Męczenników
Sadok i 48 towarzyszy (zm. prawdopodobnie 2 lutego 1260 w Sandomierzu) – polscy dominikanie, zamordowani w klasztorze św. Jakuba w Sandomierzu, męczennicy i błogosławieni Kościoła rzymskokatolickiego.

## Charakterystyka
Bonifacy VIII w 1295 udzielił odpustu wiernym pielgrzymującym do miejsca męczeństwa Sandomierskich Braci Męczenników, których kult zaaprobowany został przez papieża Piusa VII 18 listopada 1807 roku.
O wydarzeniach tych wspomina w swoich dziełach Jan Długosz. W swojej „Liber beneficiorum” Długosz pisze o męczeństwie dominikanów sandomierskich, wzmiankując o liczbie pomordowanych zakonników w czasie najazdu (46) oraz że zginęli śpiewając pieśń „Salve Regina”. Żyjący w latach 1567–1637 dominikański historyk i teolog, Abraham Bzowski w dziele „Propago Divi Hyacinthi” opisał cudowne zapowiedzi śmierci, przemowę przeora do braci i schowanego na chórze zakonnika. Poparty źródłem jest tylko wątek, który mówi, że zakonnicy ponieśli śmierć z rąk Tatarów z pieśnią na ustach.
Do dziś zachowały się dwa źródła opisujące poczynania Tatarów podczas tego najazdu: „Kronika wielkopolska” i „Latopis ruski”. W obu tych przekazach los zakonników nie jest opisany wyraźnie. Latopis podaje, że Tatarzy najpierw zdobyli miasto Sandomierz, które było usytuowane w pobliżu kościołów św. Pawła i św. Jakuba, a dopiero dzień lub dwa później, 2 lutego 1260 r., poddał się sam gród. Mimo obietnic, że wszyscy, którzy się tam schronili, wyjdą z życiem, żołnierze Burundaja wymordowali całą ludność zgromadzoną w kolegiacie, na jej zboczach i na nadwiślańskich łąkach. Cytat z „Latopisu ruskiego”: „Mnisi z księżmi i diakonami odprawiali nabożeństwo, odśpiewali Mszę świętą i przyjęli Komunię świętą, naprzód sami, potem szlachta z żonami i dziećmi i wszyscy od małego do największego wyspowiadali się [...], gdyż było mnogo narodu w grodzie. Potem zaś wyszli z grodu ze świecami i kadzidłami [...], a płacz wielki i szlochanie; mężowie płakali żon swoich, matki dziatek, brat brata, a nie było nikogo, kto by się zmiłował. A ustępujących z miasta [...] jęli Tatarowie wszystkich mordować, mężów wespół z niewiasty, i nie pozostała z nich żywa dusza".
Władysław Syrokomla napisał jeden wiersz poświęcony sandomierskim wydarzeniom 1260 r. Gawęda „Błogosławiony Sadoch” datowana na 12 września 1845.
 Zobacz cały tekst wiersza w zasobach Wikiźródeł
Jedną z istotnych przeszkód przy beatyfikacji był brak zwłok męczenników. W roku 1959 prof. Leszek Sarama, po przeprowadzeniu na terenie klasztoru św. Jakuba wykopalisk, znalazł wspólną mogiłę, a w niej ok. 330 szkieletów osób różnego rodzaju wieku i płci. Znaleziono przy nich groty i strzały. Znaleziono również klamry od pasów, co by wskazywało na szkielety zakonników, których pochowano zapewne we wspólnej mogile.

## Przeor Sadok
O młodości Sadoka niewiele wiadomo, prawdopodobnie w 1217 studiował w Bolonii, gdzie spotkał św. Dominika Guzmána założyciela Zakonu Kaznodziejskiego (dominikanie), który przyjął go do zakonu. W 1221 roku został wysłany wraz z bł. Pawłem Węgrzynem na Węgry i do Panonii w celu założenia nowej prowincji zakonnej. Był później misjonarzem na Mołdawii i Wołoszczyźnie wśród Kumanów i przeorem klasztoru w chorwackim Zagrzebiu, potem wrócił do Polski i został przeorem w Sandomierzu. W latach 1259–1260 Polskę najechały wojska tatarskie i zdobyły Sandomierz, gdzie Tatarzy dokonali masakry tamtejszej ludności i wspólnoty dominikanów.
Według legendy na dzień przez najazdem lektor czytający wspomnienia świętych na dzień następny wyczytał bezwiednie zdanie: „W Sandomierzu wspomnienie przeora Sadoka i współtowarzyszy dominikanów męczenników”. Dominikanie w momencie śmierci śpiewali pieśń Salve Regina.

## Towarzysze Dominikanie
Nie wiemy też dokładnie, ilu zostało zamordowanych dominikanów – towarzyszy Sadoka. Liczby podawane w stosunkowo późnych przekazach nie są stałe i nie zdradzają trwałej tradycji. Najczęściej jednak mówi się o czterdziestu dziewięciu. Tym mniej można ufać liście imion poszczególnych męczenników, która zdaje się być wymysłem Bzowskiego. Hipotetyczna lista męczenników na podstawie fresków z kościoła św. Jakuba w Sandomierzu:

1. o. Sadok przeor
2. o. Malachiasz kaznodzieja
3. o. Paweł wikary
4. o. Andrzej kwestarz
5. o. Piotr furtian
6. o. Jakub magister nowicjuszy
7. o. Abel syndyk
8. o. Szymon spowiednik
9. o. Klemens
10. o. Barnabasz
11. o. Eliasz
12. o. Bartłomiej
13. o. Łukasz
14. o. Mateusz
15. o. Jan
16. o. Barnabasz
17. o. Filip
18. br. Onufry kleryk
19. br. Dominik kleryk
20. br. Michał kleryk
21. br. Maciej kleryk
22. br. Maur kleryk
23. br. Tymoteusz kleryk
24. br. Gordian profes
25. br. Felicjan profes
26. br. Marek profes
27. br. Jan profes
28. br. Gerwazy profes
29. br. Krzysztof
30. br. Donat profes
31. br. Medart profes
32. br. Walenty profes
33. br. Joachim diakon
34. br. Józef diakon
35. br. Stefan diakon
36. br. Tadeusz subdiakon
37. br. Mojżesz subdiakon
38. br. Abraham subdiakon
39. br. Bazyli subdiakon
40. br. Dawid kleryk
41. br. Aaron kleryk
42. br. Benedykt kleryk
43. br. Daniel nowicjusz
44. br. Tobiasz nowicjusz
45. br. Makary nowicjusz
46. br. Rafał nowicjusz
47. br. Izajasz nowicjusz
48. br. Cyryl nowicjusz
49. br. Jeremiasz Sutor(?)

W czasie potopu szwedzkiego do 49 męczenników dołączył (według legendy, oczekiwany przez nich) kolejny, pięćdziesiąty. Żołnierze Jerzego II Rakoczego, księcia Siedmiogrodu, w opuszczonym przez niemal wszystkich zakonników klasztorze szukali cennych votów i naczyń liturgicznych, a wściekłość z bezowocnych poszukiwań wyładowali na bezbronnym o. Augustynie Rogali.

## Kult
Kult męczenników sandomierskich rozpoczął się zaraz po ich śmierci. Wysłano do Rzymu dwóch kapłanów, którzy szczęśliwie uszli rzezi: dziekana sandomierskiego Bodzantę i kanonika Wojciecha. Na ich prośbę papież Bonifacy VIII bullą z 11 listopada 1295 r. udzielił 300 dni odpustu wiernym, którzy 2 czerwca nawiedzą kolegiatę Najświętszej Maryi Panny w Sandomierzu. W XIV wieku odpust ten obchodzono 13 maja, ponieważ przypadał on tylko 5 dni po święcie św. Stanisława, przez co wierni nie zdążali być w obu miejscach. Papież Innocenty VI dzień dorocznej pamiątki męczenników przeniósł na 28 maja. W 1440 r. odpust znów obchodzono 2 czerwca. W XIV wieku w kościele św. Jakuba wystawiono osobną kaplicę ku czci męczenników, w której był ołtarz z ich obrazem obwieszonym wotami. W XVII wieku próbowano starać się o beatyfikację bł. Sadoka i towarzyszy.
Współcześnie wspomnienie liturgiczne błogosławionych męczenników w Kościele katolickim obchodzone jest 2 czerwca (dawniej 29 października). Istnieje osobna litania do błogosławionego Sadoka.
Męczeństwo braci dominikanów wspomniał Jan Paweł II podczas Mszy św. na sandomierskich błoniach: „Użyźniła tę ziemię w trzynastym wieku krew błogosławionych Męczenników Sandomierskich, duchownych i świeckich, którzy w wielkiej liczbie zginęli za wiarę z rąk Tatarów, a wraz z nimi błogosławiony Sadok i 48 dominikanów z klasztoru przy romańskim kościele świętego Jakuba”.
W ikonografii bł. Sadok przedstawiany jest z towarzyszami w dominikańskich habitach – czyta im z otwartej księgi; niekiedy ukazywany jest w scenie męczeństwa – przeszywany strzałami.

### Miejsca kultu i wspomnień

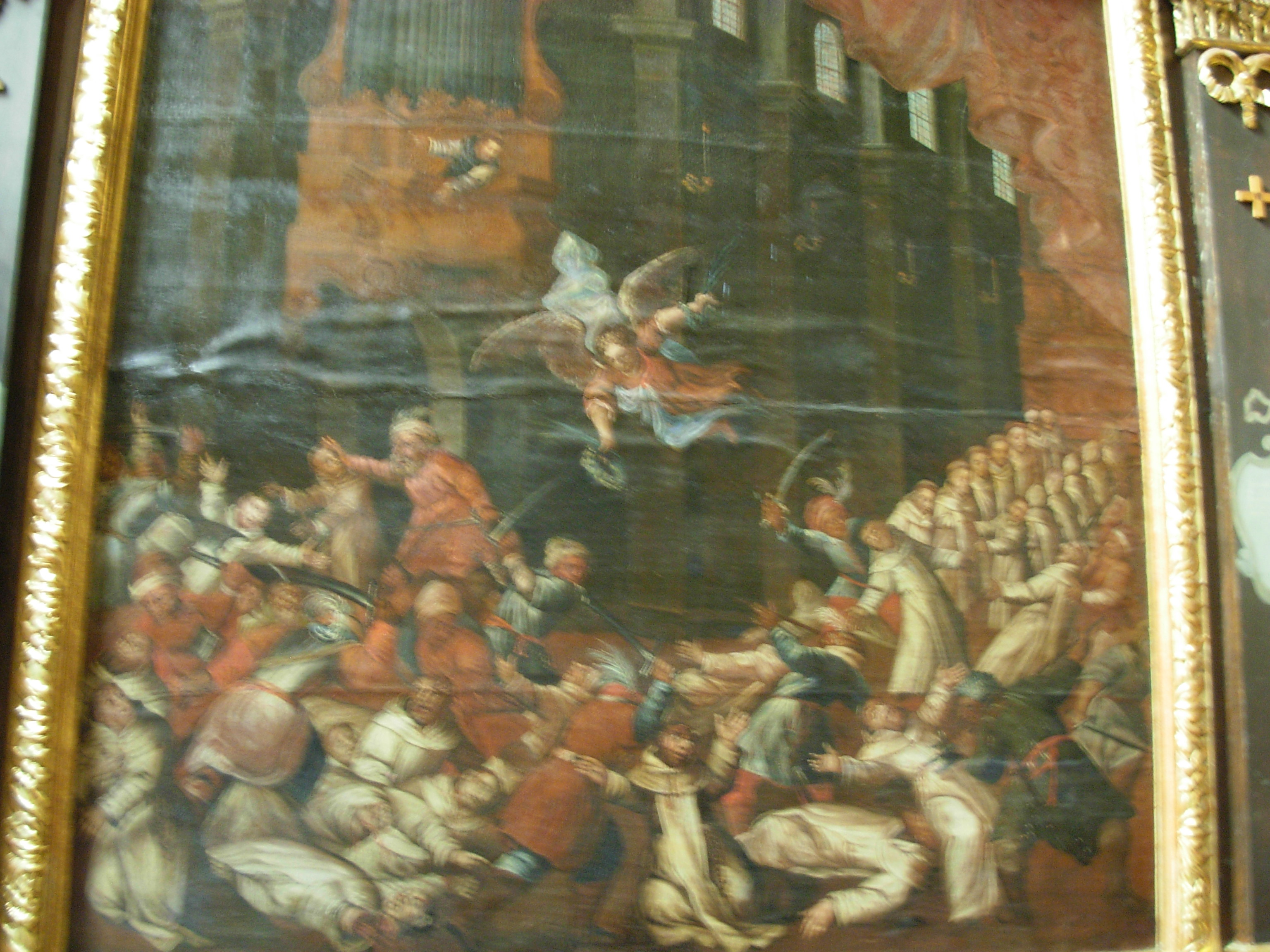
Obraz Karola de Prevot'a z katedry sandomierskiej

Oprócz świątyni św. Jakuba, miejsca męczeńskiej śmierci, wizerunki dominikańskich męczenników znajdują się w:
- sandomierskiej bazylice katedralnej Narodzenia Najświętszej Maryi Panny (jeden z obrazów Karola de Prevot'a z cyklu „Martyrologium Romanum”, XVIII w.)
- tarnobrzeskim kościele Matki Bożej Nieustającej Pomocy (polichromie z cyklu święci polscy, pierwsza połowa lat 90. XX wieku)
- krakowskiej bazylice Świętej Trójcy (obraz namalowany przez br. Kazimierza Cisowskiego w 1726 r.)
- sieradzkim klasztorze sióstr urszulanek SJK (obraz Kaleńskiego z 1810 r. Na jednym obrazie przedstawione są trzy sceny: 1. lektor czyta Martyrologium i wymienia 40 męczenników sandomierskich. Zdumieni tym przeor i zakonnicy sprawdzają i widzą złotymi literami wypisane słowa; 2. nazajutrz Tatarzy wtargnęli do Kościoła, wymordowali 40 braci sandomierskich, śpiewających antyfonę: salve Regina; 3. zwycięski zastęp męczenników z przeorem błogosławionym Sadokiem na czele, z palmami i mieczami[8].)

## W kulturze
Rzeź zakonników po zdobyciu Sandomierza przez Tatarów literacko przedstawił Karol Bunsch w rozdziale otwierającym powieść Powrotna droga. Piosenkę o męczeńskiej śmierci zakonników stworzył również Jacek Kowalski („Męczennicy Sandomierscy”).